# Oropouche orthobunyavirus
El orthobunyavirus Oropouche (OROV) es un orthobunyavirus. Conocido por que provoca la fiebre de Oropouche, una enfermedad febril rápida que afecta a los humanos.

## Virología

### Genotipos
Actualmente, según la información genética del segmento pequeño (sRNA), existen 4 genotipos principales (I-IV) de OROV. 
- El genotipo I fue aislado de cepas en Acre, Amazonas, Maranhão, Tocantins, Pará, Trinidad y Tobago.
- El genotipo II se obtuvo durante la difusión en Amapá, Pará, Rondônia y Perú.
- El genotipo III fue aislado de muestras en Acre, Minas Gerais, Panamá y Rondônia.
- El genotipo IV final se aisló de Amazonas.[1]

Se podría predecir una posible dispersión para los cuatro genotipos basándose en análisis a escala temporal y asociación de datos epidemiológicos. Genotipo I posiblemente se dispersó hacia el oeste de Pará, Trinidad y Tobago. Luego, el genotipo I avanzó hacia Amazonas, Acre, Maranhao y Tocantins. El genotipo II posiblemente surgió en Amapá, Pará, Rondônia y Perú al mismo tiempo. El genotipo III surgió en Rondônia y se desplazó hacia Panamá, Acre y Maranhão. Desde Maranhão, el genotipo avanzó hacia Minas Gerais. Finalmente, el genotipo IV surgió de la ciudad de Manaus y Amazonas.

## Historia
El virus fue detectado en Trinidad y Tobago en 1955 a partir de una muestra de sangre de un paciente con fiebre y el estudio de grupo de mosquitos Coquillettidia venezuelensis.
En 1960, el virus fue aislado de un perezoso (Bradypus tridactylus) y de un grupo de mosquitos Ochlerotatus serratus en Brasil.
El virus se considera una amenaza para la salud pública en las zonas tropicales y subtropicales de América Central y del Sur, con más de medio millón de personas infectadas en 2005.

## Transmisión
Es transmitido por los mosquitos Aedes serratus y Culex quinquefasciatus. Se transmite entre perezosos, marsupiales, primates y aves.

## Epidemiología
Entre 1961 y 1980, se informó de OROV en el estado norteño de Pará, Brasil, y de 1980 a 2004, OROV se había extendido a Amazonas, Amapá, Acre, Rondônia, Tocantins y Maranhão. El virus causa la fiebre de Oropouche, una enfermedad arboviral urbana que desde entonces ha provocado más de 30 epidemias entre 1960 y 2009.

## Experimentación e investigación
OROV se ha utilizado ampliamente en pruebas con células HeLa para estudiar los mecanismos de apoptosis inducida por el virus. Se descubrió que OROV provoca apoptosis por fragmentación del ADN . En OROV inactivado por UV, la unión del virus al receptor no fue suficiente y se necesitaba el descubrimiento y la replicación viral para inducir la apoptosis.